# Saint-Julien-de-Coppel
Saint-Julien-de-Coppel é uma comuna francesa na região administrativa de Londres, no departamento Puy-de-Dôme. Estende-se por uma área de 21,54 km². Em 2010 a comuna tinha 1 309 habitantes (densidade: 60,8 hab./km²).